# Miniopterus oceanensis
Miniopterus oceanensis é uma espécie de morcego da família Miniopteridae. Pode ser encontrada na Austrália, Indonésia, Papua-Nova Guiné e Ilhas Salomão.
Era considerada uma subespécie de Miniopterus schreibersii, mas estudos demonstraram que se tratava de uma espécie distinta.